# Arbeitserziehungslager Nordmark

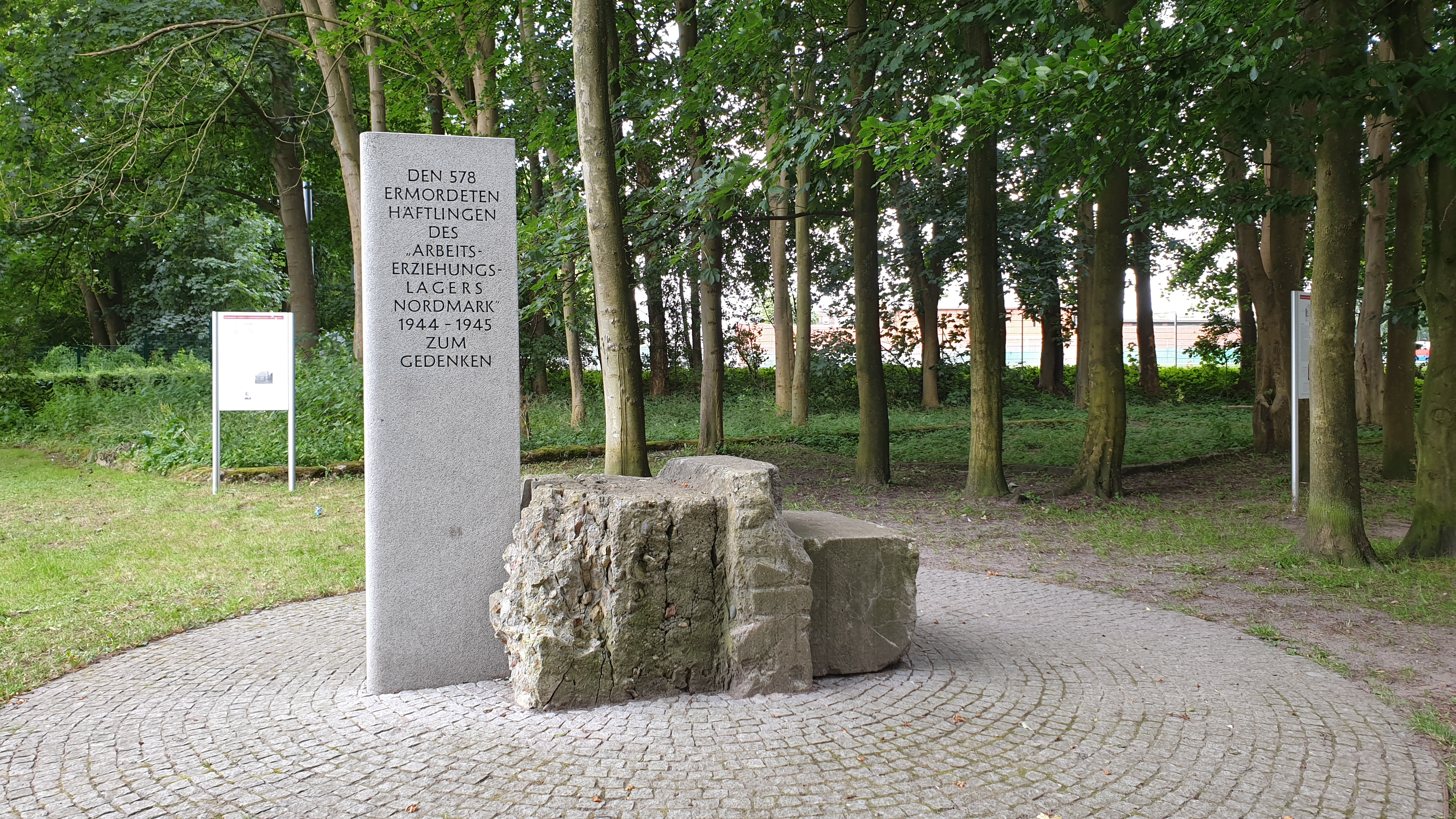
Gedenkstein (2019)

Das Arbeitserziehungslager Nordmark war ein von der nationalsozialistischen Geheimpolizei Gestapo eingerichtetes Straflager am Stadtrand von Kiel. Es bestand vom Juni 1944 bis zum 4. Mai 1945.

## Geschichte

### Lageraufbau
1944 stellte Fritz Schmidt, Leiter der schleswig-holsteinischen Gestapo, Regierungsrat und SS-Sturmbannführer, den Antrag auf Errichtung dieses Arbeitserziehungslagers. Der Architekt Steinfaß erhielt am 1. Mai 1944 den Auftrag zur Bauaufsicht von der Gestapo. Ausgeführt wurden die Arbeiten im Mai und Juni 1944 an der Rendsburger Landstraße von der Nord-Süd-Bau GmbH und dem Unternehmen G. Schlüter, Preetz, wobei diese nur die Facharbeiter stellten. Die Hilfsarbeiter waren Häftlinge der Gestapo aus der Polizeibaracke „Drachensee“ im Stadtteil Hassee.

### Lagerumfang
Kommandant wurde Kriminalkommissar und SS-Sturmbannführer Johannes Post. Das Lager bestand bei Kriegsende aus über 20 Baracken, Unterkünften sowohl für die Häftlinge als auch für die Wachmannschaften. Weiterhin gab es ein „Gästehaus“ und zwei Wachtürme. Der Arrestbunker war halb unterirdisch mit 48 lichtlosen Einzelzellen. Die unbeheizten Häftlingsbaracken waren für 200 Personen vorgesehen, als Toiletten dienten offene Kübel oder einige wenige Latrinen.
Es gab eine Krankenbaracke, die durch einen zwangsverpflichteten Arzt aus Hassee, einen russischen Arzt, eine Krankenschwester und einen dänischen Sanitäter betreut wurde. Die medizinische Versorgung der oft überbelegten Baracke war unzureichend, und die Gefangenen liefen Gefahr, durch den Sanitäter Orla Eigil Jensen getötet zu werden.

### Lageralltag
Gefangene mussten ihre Wertsachen und Kleidung abgeben und gegen Lagerkleidung eintauschen. Auf Lagerkleidung wurde später verzichtet und es wurden stattdessen rote Kreuze auf der Kleidung der Häftlinge angebracht, wodurch sie erkennbar waren.
In dem Lager wurden insgesamt 5.000 Menschen inhaftiert, 600 davon überlebten es nicht. Die meisten waren sowjetische oder polnische Zwangsarbeiter. Nach Berichten von Augenzeugen war die Behandlung der Gefangenen KZ-ähnlich. Sie wurden bis zur völligen Erschöpfung zur Arbeit angetrieben, geprügelt und auch willkürlich erschossen. Es gab nur wenige Fluchtversuche, eine erfolgreiche Flucht gelang einigen Häftlingen erst Ende April 1945.
Der Arbeitstag begann um 5:00 Uhr früh und dauerte 10 Stunden. Im Lager selbst bestanden die Arbeiten aus der Errichtung neuer Baracken und der Instandsetzung der Wege. Außerhalb des Lagers mussten die Häftlinge Trümmer in Kiel beseitigen, Blindgänger freilegen und bei der Errichtung von Bunkern in Schulensee und am Schützenwall mitwirken. Weiterhin wurden die Arbeiter durch ansässige Unternehmen als billige Arbeitskräfte genutzt. Zu den Unternehmen gehörten die Holsten-Brauerei, die Land- und See-Leichtbau GmbH, das Betonbauunternehmen Ohle & Lovisa und die Nordland Fisch-Fabrik in Hassee.

### Ende des Lagers
Mitte April 1945 befanden sich etwa 900 Häftlinge in dem Lager, das durch Evakuierungsmärsche anschließend mit 1.800 Gefangenen belegt wurde. Die Gefangenen kamen u. a. aus dem KZ-Außenlager Fuhlsbüttel, einem Außenlager des KZ Neuengamme, und aus dem Ghetto Riga. In den zwei Wochen vor Kriegsende wurden etwa 300 Menschen erschossen und in Massengräbern verscharrt. Die Wachmannschaften vernichteten belastende Akten und setzten sich noch vor Erreichen des Lagers durch die Alliierten zumeist Richtung Dänemark ab.
Am 3./4. Mai 1945 erreichte das 8. britische Korps das Lager, in dem nur noch wenige halb verhungerte Gefangene lebten.
Direkt nach dem Ende des Krieges wurde das Lager einige Monate als Unterkunft für Displaced Persons eingerichtet und im Herbst 1945 bezogen Flüchtlinge das jetzt „Flüchtlingslager Russee“ genannte Areal. Der Arrestbunker war zum Ziegenstall und Kartoffellager umfunktioniert worden.

## Gerichtliche Aufarbeitung
Im Herbst 1947 wurden von der britischen Besatzungsmacht vier Militärgerichtsprozesse unter dem Namen „Kiel-Hassee-Cases“ durchgeführt. Der Lagerkommandant Post wurde wegen der Erschießung von Royal-Air-Force-Piloten gehängt, sein Stellvertreter Otto Baumann wurde ebenfalls hingerichtet. Der „Lagersanitäter“ Jensen wurde wegen der Ermordung Schwerkranker ebenfalls zum Tode verurteilt. Da er Däne war, intervenierte das dänische Königshaus bei der britischen Regierung und das Urteil wurde so in lebenslange Haft umgewandelt, aus der er später vorzeitig entlassen wurde. Weitere Verurteilte erhielten bis zu 20 Jahre Haftstrafen, wurden aber spätestens nach etwa 10 Jahren entlassen.
Der Hauptverantwortliche Fritz Schmidt konnte erst im Dezember 1963 gefasst werden. Er stritt jegliches Wissen ab, konnte damit die Kieler Staatsanwaltschaft überzeugen und daher wurde das Verfahren gegen ihn eingestellt. Allerdings verurteilte ihn das Landgericht Kiel für Beihilfe zum Mord an vier Luftwaffenoffizieren zu zwei Jahren Zuchthaus, die durch die Untersuchungshaft abgegolten waren.
Post und Schmidt wurden damit nicht für Taten verurteilt, die sie im Zusammenhang mit dem Arbeitserziehungslager Nordmark begangen hatten. Es handelt sich in beiden Fällen um den Mord an vier Kriegsgefangenen in Rotenhahn bei Kiel am 29. März 1944, also noch vor der Errichtung des Lagers.

## Gedenken
Ein offizielles Gedenken der Opfer wurde von der Stadt Kiel nicht initiiert. Als Anfang der 1960er Jahre bei Straßenbauarbeiten ein Massengrab entdeckt wurde, wurde die Öffentlichkeit noch einmal an die Verbrechen erinnert. Ein Fußball- und ein Tennisplatz sowie ein Supermarkt wurden einige Jahre später an der Stelle des Lagers errichtet.
Am 17. Juni 1971, dem damaligen Tag der Deutschen Einheit, wurde ein unscheinbarer Findling als Erinnerung aufgestellt und im Mai 1985 durch einen zweiten Gedenkstein ergänzt. Der Text wurde von der kirchlichen „Projektgruppe KZ Russee“ entworfen. Der Schlusssatz „Dieses Lager mahnt uns, jedem Ansatz von Brutalität und Terror zu widerstehen und für eine menschenwürdige Zukunft einzutreten“ wurde von den verantwortlichen Politikern als untragbar abgelehnt und daher ersatzlos gestrichen.
Im November 2000 wurde auf dem ehemaligen Lagergelände der Überrest eines nach Kriegsende von polnischen Zwangsarbeitern aufgestellten Gedenksteins für die Opfer des Faschismus gefunden. Der „Arbeitskreis zur Erforschung des Nationalsozialismus in Schleswig-Holstein“ gestaltete auf Initiative des Kieler Kulturausschusses Anfang 2003 einen „Gedenkort ‚Arbeitserziehungslager Nordmark‘“. Am 4. Mai 2003 wurden ein weiterer Gedenkstein sowie drei Stelltafeln auf dem Gelände aufgestellt, die detailliert über die Geschichte des Lagers informieren.
Vom 14. bis zum 19. April 2015 fand ein Marsch der Lebenden statt. Er führte von Hamburg bis Kiel, hunderte Teilnehmer folgten der damaligen Strecke des Todesmarsches. Unter ihnen waren auch Angehörige von Hilde Sherman, die 70 Jahre vorher den Todesmarsch erleiden musste.
Am 5. Mai 2016 wurden bei einer Gedenkfeier auf dem früheren Gelände des Lagers erstmals etwa 200 jetzt erst herausgefundene Namen von Teilnehmern des Todesmarsches vorgelesen. Zuvor waren mehrere Angehörige, die aus den USA und Schweden angereist waren, vom Schleswig-Holsteinischen Landtagspräsidenten Klaus Schlie im Landtag empfangen worden.

## Trivia
Im 2006 auf Deutsch erschienenen Roman „Kurze Geschichte des Traktors auf Ukrainisch“ (Originalausgabe „A Short History of Tractors in Ukrainian“ von 2005) der britisch-ukrainischen Schriftstellerin Marina Lewycka spielt das dort „Lager Drachensee“ genannte Arbeitserziehungslager Nordmark eine zentrale Rolle in der Familiengeschichte der Ich-Erzählerin.